# Movila, Herța
Movila (în ucraineană Могилівка, transliterat: Mohîlivka, în rusă Могилевка, transliterat: Moghilevka) este un sat în raionul Herța din regiunea Cernăuți (Ucraina), depinzând administrativ de comuna Lunca. Are 685 locuitori, preponderent români.
Satul este situat la o altitudine de 190 metri, în partea de est a raionului Herța.

## Istorie
Localitatea Movila a făcut parte încă de la înființare din Principatul Moldovei. După Unirea Principatelor Române la 24 ianuarie 1859, a intrat în componența statului român. 
Acest teritoriu nu a făcut parte niciodată din regiunea Basarabia sau din regiunea Bucovina, ci din regiunea cunoscută astăzi sub denumirea de Ținutul Herța și care a aparținut Moldovei și apoi României, până la cel de-al doilea război mondial.
În perioada interbelică, satul Movila a făcut parte din componența României, în Plasa Herța a județului Dorohoi. Pe atunci, populația era formată aproape în totalitate din români.
Ca urmare a Pactului Ribbentrop-Molotov (1939), Basarabia și Bucovina de Nord au fost anexate de către URSS la 28 iunie 1940. Cu toate acestea, deși nu era prevăzută nici în Pactul Ribbentrop - Molotov și nici în notele ultimative sovietice din 26 iunie 1940 decât cedarea celor două teritorii mai sus-amintite și care nu făcuseră parte din Vechiul Regat, trupele sovietice au săvârșit un abuz prin încălcarea termenilor ultimatumului și au ocupat și un teritoriu cu o suprafață de 400 km² și o populație de aproximativ 50.000 de locuitori din Vechiul Regat, teritoriu cunoscut astăzi sub denumirea de Ținutul Herța. Sovieticii au afirmat ulterior că au ocupat acest teritoriu din cauza unei erori cartografice, deoarece Stalin trăsese pe hartă o linie de demarcație cu un creion gros de tâmplărie.
Reintrat în componența României în perioada 1941-1944, Ținutul Herța a fost reocupat de către URSS în anul 1944 și integrat în componența RSS Ucrainene. Cu toate că Tratatul de Pace de la Paris din 10 februarie 1947 a menționat ca "frontiera sovieto-română este fixată în conformitate cu acordul sovieto-român din 28 iunie 1940", URSS-ul a refuzat să restituie României Ținutul Herța .
Începând din anul 1991, satul Movila face parte din raionul Herța al regiunii Cernăuți din cadrul Ucrainei independente. La recensământul din 1989, numărul locuitorilor care s-au declarat români plus moldoveni era de 558 (548+10), reprezentând 95,71% din populația localității . În prezent, satul are 685 locuitori, preponderent români.

## Demografie
Componența lingvistică a localității Movila
     Română (94,3%)
     Ucraineană (3,94%)
     Rusă (1,75%)
Conform recensământului din 2001, majoritatea populației localității Movila era vorbitoare de română (94,3%), existând în minoritate și vorbitori de ucraineană (3,94%) și rusă (1,75%).
1989: 583 (recensământ)
2007: 685 (estimare)